# Земельный суд Леобена

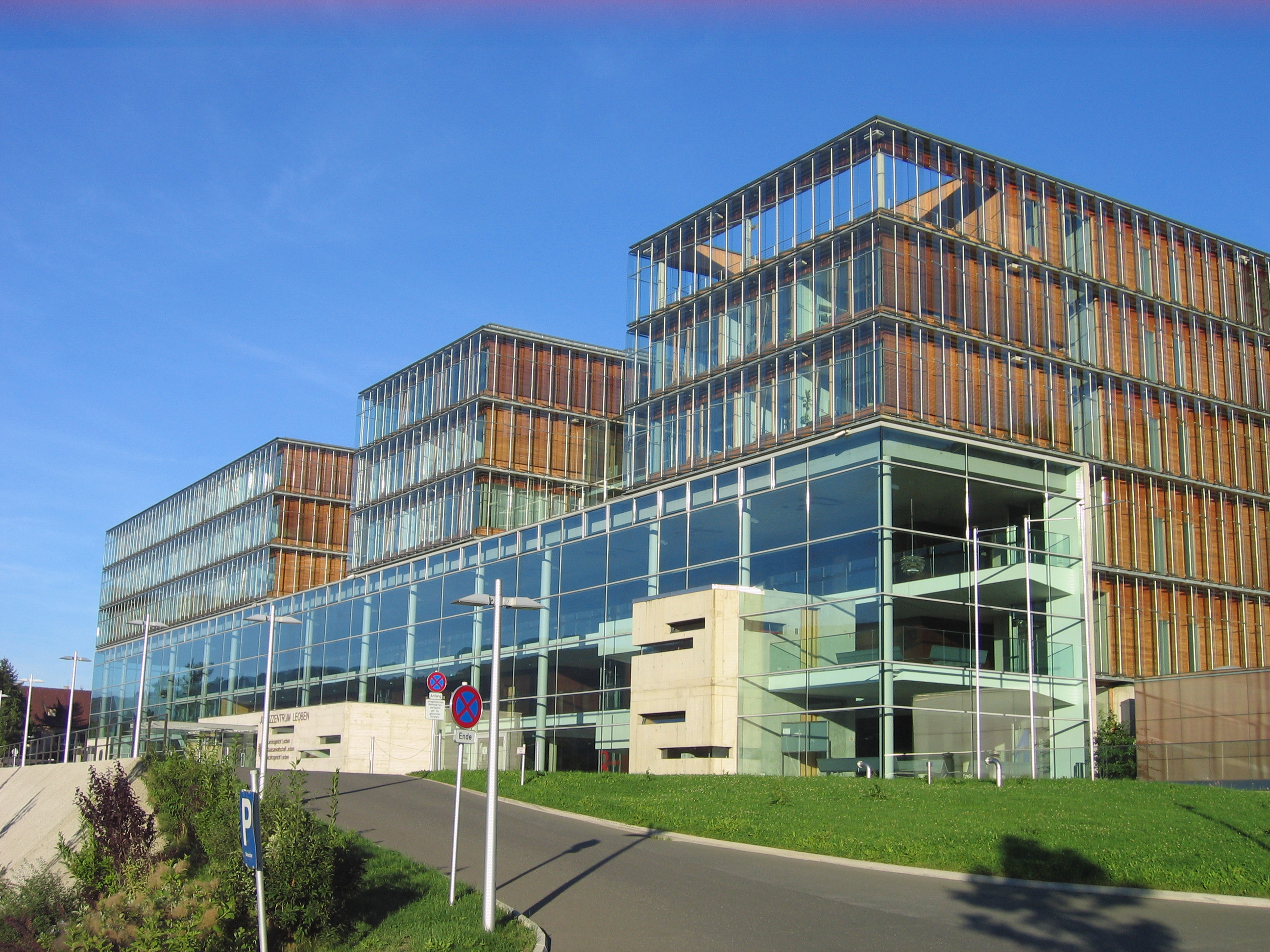
Земельный суд Леобена (левое крыло)

Земельный и районный суды Леобена

Земельный суд Леобена (нем. Landesgericht Leoben (LG Leoben)) — государственный региональный суд компетентной юрисдикции федеральной земли Штирия. Суд расположен в городе Леобен.
Адрес суда: 8700 Леобен, Др. Ханс-Грос-Штрасе, 7, тел. +43 3842 404.
Географические координаты Земельного суда Леобена: 47°22′38″ с. ш. 15°06′19″ в. д.
Руководство суда (2016):
- Председатель земельного суда — Доктор Ульрике Хаберль-Шварц;
- заместитель председателя суда — Доктор Роберт Врезоуник;
- администратор суда — Манфред Моизи.

## Полномочия суда
Земельный суд Леобена является судом региональной инстанции и рассматривает уголовные и гражданские дела, поступающих от семи, существующих в настоящее время, районных судов Штирии, находящихся в территориальной подсудности данного суда (Брукк-ан-дер-Мур, Леобен, Лицен, Мурау, Мюрццушлаг, Шладминг и Юденбург). Он также рассматривает гражданские правовые отношения (за редкими исключениями) с суммами спора более 15000 евро. Кроме того, Земельный суд Леобена, рассматривает апелляции на постановления районных судов Штирии, находящихся в территориальной подсудности данного суда, а также рассматривает дела по трудовому и социальному законодательству Австрии в этой части федеральной земли Штирия независимо от суммы спора. Ведение реестра всех компаний, созданных в Штирии, находящихся в территориальной подсудности данного суда, также является прерогативой для Земельного суда Леобена.
Территориальная юрисдикция Земельного суда Леобена охватывает всю северо-западную часть федеральной земли Штирия и распространяется на её пять политических округов: Брукк-Мюрццушлаг, Леобен, Лицен, Мурау и Мурталь. Вышестоящим судом для него является Высший земельный суд Граца.
⇑

## Здание суда

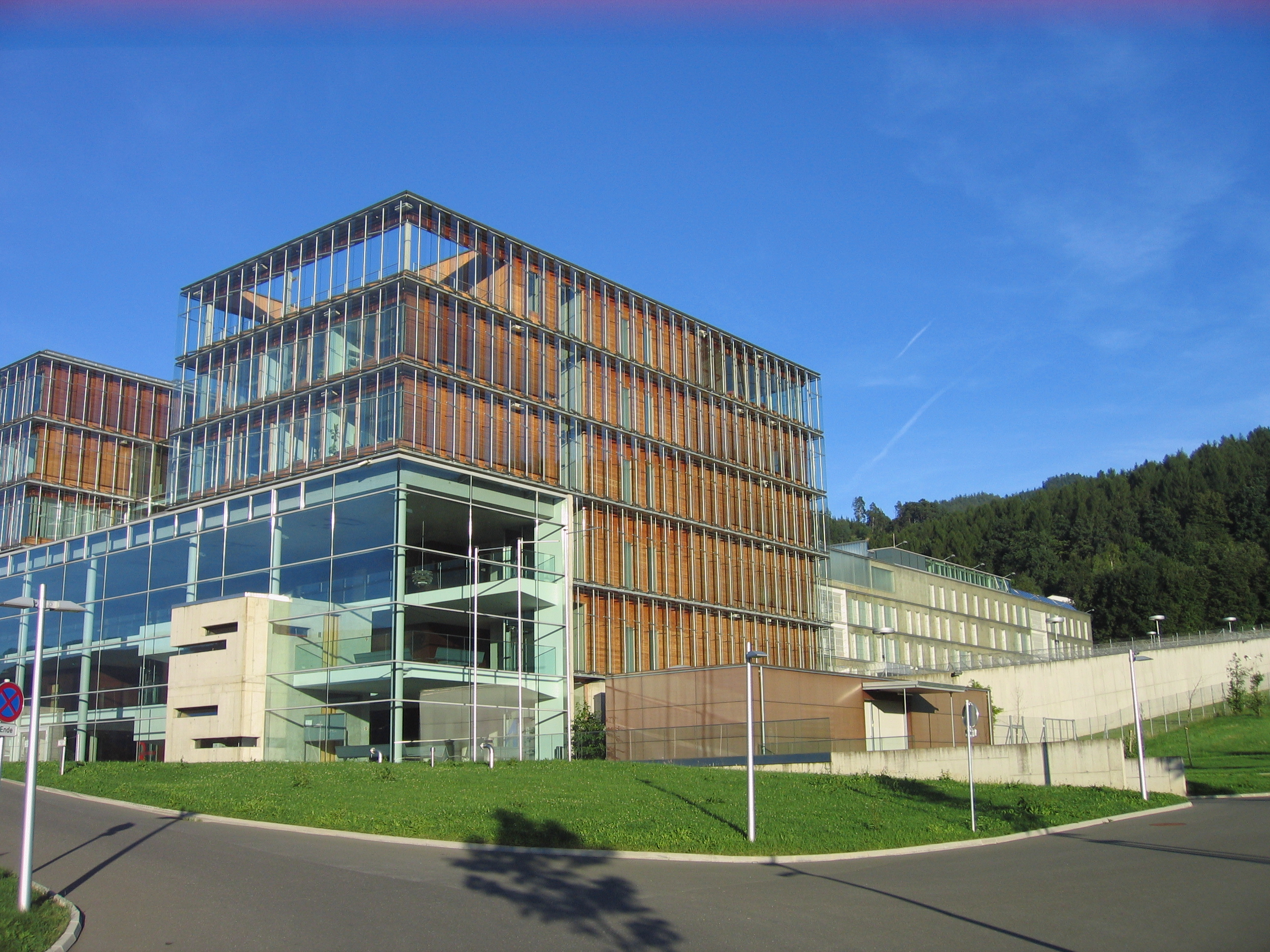
Юстиция в Леобене (правое крыло)

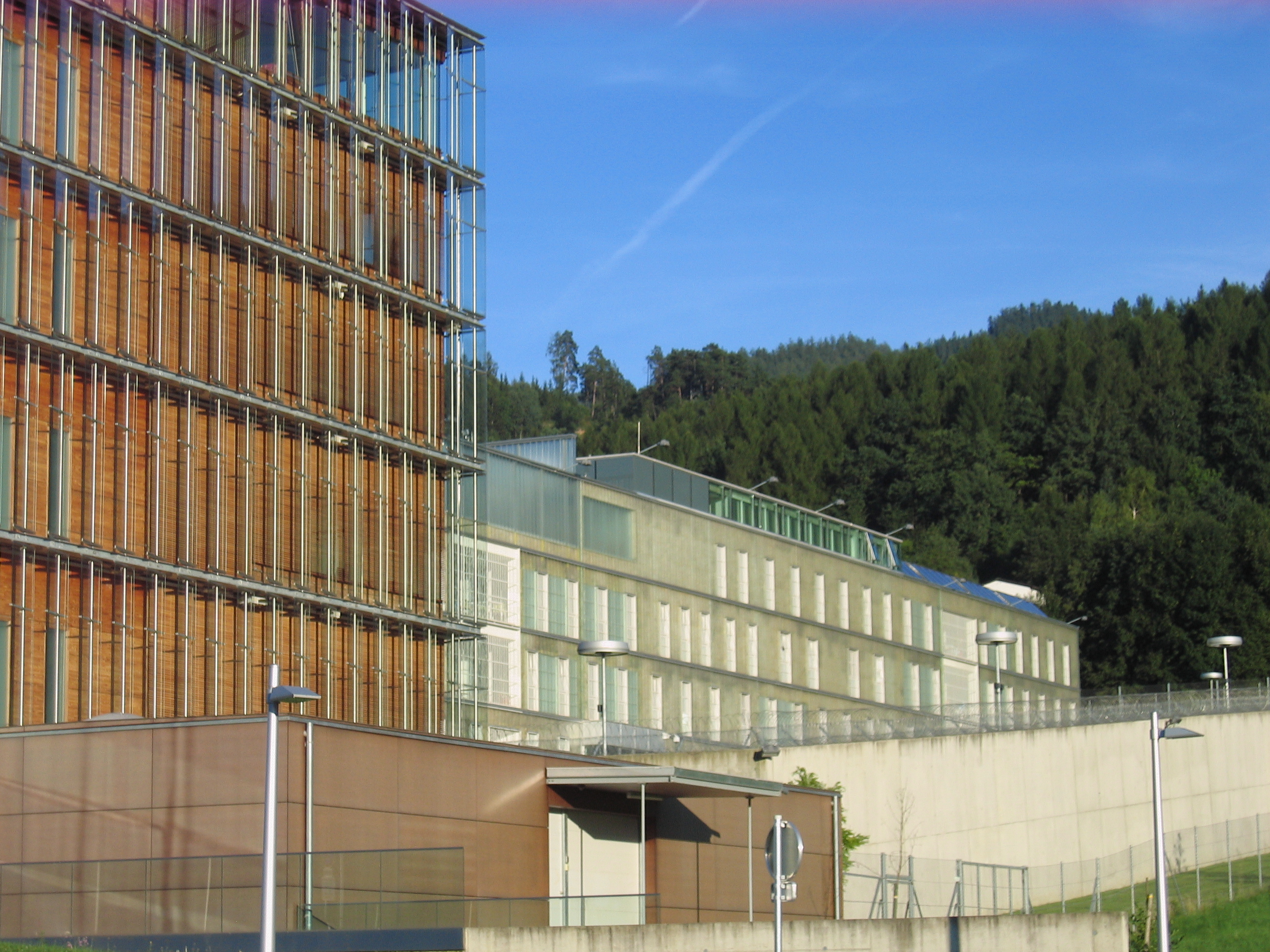
Юстиция в Леобене (на заднем плане — тюрьма

Земельный суд Леобена в настоящее время располагается в здании на Др. Ханс-Грос-Штрасе, 7.
Земельный суд Леобена размещается на 5-ти этажах по левой стороне здания на Др. Ханс-Грос-Штрасе, 7 (нем. Dr. Hanns-Groß-Straße 7), в котором также находятся прокуратура и районный суд Леобена. Доступ в суд через главный вход. Помещения верхних этажей Земельного суда Леобена обслуживаются со 2 этажа лифтом зелёного цвета. В общем, все помещения Земельного суда Леобена обозначены на досках объявлений зелёного цвета.
- Цокольный этаж: входной контроль, вход в земельный и районный суды, сервисный центр земельного и районного судов, бухгалтерия земельного и районного судов, оборудование (система) для проведения видеоконференций, кафетерий, копировальный центр, судебные залы «А» и «В», департаменты по решению споров социального и трудового права, помещения для технического персонала, туалет для инвалидов.
- 1-й этаж: судебные залы «C»—"G", туалет для инвалидов.
- 2-й этаж: судебные залы «J»—"N", судейский корпус (магистрат) коммерческого департамента, туалет для инвалидов.
- 3-й этаж: департаменты по уголовным делам и апелляциям по уголовным делам, по делам банкротства, по регистрации коммерческих компаний.
- 4-й этаж: департаменты по гражданским делам, по ведению реестра компаний, по вопросам социального и трудового права; регистрационный отдел, офисные помещения по решению вопросов трудового и социального права.
- 5-й этаж: Председатель земельного суда, заместитель председателя земельного суда, администратор, бюро земельного суда, департамент обжалования (апелляции) гражданского правосудия, внутренний аудитор, офисная библиотека, помещение для обучения (тренажерный зал), туалет для инвалидов.[5]

⇑

## История
Предыстория
Революция 1848 года повлияла существенным образом на австрийскую юрисдикцию того времени, сформировав предпосылки, действующие и по сегодняшний день. Судоустройство, созданное в те времена, существенно не претерпело изменений до нашего времени. Было создано четыре уровня судов следующих типов: районные суды, земельные суды, высшие региональные (апелляционные) суды и Верховный суд. Эти четыре вида судебных инстанций были дифференцированы по размеру иска или тяжести преступления, вплоть до апелляции принятых ими решений в вышестоящих судах. Верховный суд, как последняя инстанция, уже был в Вене и во времена империи и его функции с 1918 года до сегодняшнего дня (за исключением периода национал-социализма) оставались практически неизменными.
Следующий уровень, ниже Верховного суда, формируется высшими судами. В 1855 году их было во всей империи девятнадцать, а сегодня их осталось в Австрии только четыре, а именно — в Вене, Граце, Инсбруке и Линце. Они действуют в основном в качестве апелляционных судов. Далее следуют так называемые суды первой инстанции. Этот собирательный термин стал необходимым, поскольку, помимо районных судов, были ещё земельные, а также другие специальные районные суды: коммерческие, ювенильные и по вопросам социального и трудового права. Из всех этих судов, существовавших со времён монархии, естественно, уже значительное число не существует. В пределах современной Австрии их было первоначально семнадцать, а в настоящее время — двадцать после того, как был распущен в 2003 г. Венский суд по делам молодежи.
Иерархия
В юрисдикции Высшего земельного суда Граца — Земельный суд Граца по гражданским делам, Земельный суд Граца по уголовным делам, Земельный суд Клагенфурта и Земельный суд Леобена. Самый низкий уровень юрисдикции, в конечном счёте, формируется в районных судах. В Штирии (в современных границах) было первоначально 45 районных судов, из которых в сферу деятельности (юрисдикцию) Земельного суда Леобена подпадали 22. Это количество судов сохранялось довольно длительное время, пока не сократилось до семи. Районные суды, подпадающие под юрисдикцию Земельного суда Леобена, в настоящее время располагаются в Шладминге, Лицене, Мурау, Юденбурге, Мюрццушлаге, Брукк-ан-дер-Мур и Леобене. За последние 160 лет помимо судебных слияний и модификации их размеров юрисдикция районных судов изменяется и из-за дифференциации пределов стоимости иска, переименований, что было естественно. Снова и снова на основании предложений или идей для реальной поддержки и изменений в содержании этой организации судебной системы. К примеру, речь шла о реорганизации трибуналов первой инстанции с распространением этой программы на районные суды. Эти суды должны были быть усилены и для того, чтобы отказаться от апелляционных судов. Но это реформирование было заблокировано. Вся система австрийского судоустройства поэтому с середины 19-го века в основном устоялась и осталась практически без изменений в вертикали власти и применяется до сих пор.
Формирование суда
После создания правовой основы для новой судебной организации необходимо было приступить к её реализации. Были поставлены вопросы: «кто», «где» и «с кем». Выбор земельного суда в крайсе Брукк пал на Леобен. Этот вопрос был решён постановлением кайзера № 339, опубликованном 25 июля 1849 г., а также персональным советом Верхней Штирии (нем. Obersteiermark). Председателем Земельного суда Леобена с 28 декабря 1849 года бывшим «Советом земельных судов Штирии» был назначен доктор Генрих (Хайнрих) Периссутти (нем. Dr. Heinrich Perissutti). Присягнув 18 февраля 1850 в Граце он начал свою деятельность 4 апреля 1850 года. Он переехал в Леобен (есть доказательства того, что он пребывал на Нижней площади в доме № 121 [ нем. Unteren Platz, Haus Nummer 121 ]). В настоящее время это Тиммердорфергассе, 2 (нем. heute Timmersdorfergasse 2). Вопрос для местонахождения суда в Леобене успешно решается в течение довольно короткого времени. Было выбрано здание в бывшем доминиканском монастыре (нем. Grundbuch 60327 Leoben Einlagezahl 103), которое находилось в собственности города Леобена и было представлено в вечное пользование судебной системе для её собственных целей по соглашению от 11 августа 1853 года. Здание необходимо было приспособить для новой задачи, и это занимает ещё некоторое время, а именно до начала лета 1856 года.
Внедрение Земельного суда Леобена в организацию правосудия Штирии в первые годы было практически незаметно. Во-первых, апелляционные суды Граца и Клагенфурта были объединены со штаб-квартирой в Граце (принятие решения в 1852 году и его реализация в 1854году) и, во-вторых, дело дошло до «понижения в должности» земельного суда Леобена до уровня «районного суда» (19 января 1853).
Первая Республика и аншлюс
Первая мировая война, распад монархии, Первая Республика и корпоративное государство привнесли в организацию судебной системы Верхней Штирии только значительное падение и множественные изменения. Районные суды Афленц, Маутерн и Обдах были объединены с соседними судами (Федеральный юридический вестник 187/1923; 276/1923). С захватом власти нацистами в 1938 году, на 7 лет отбросило независимую судебную систему страны:
- правосудие должно быть только «От имени немецкого народа», говорят, и видимо имело, вероятно, также отчасти и иной статус, чем раньше;
- с точки зрения терминологии все суды были преобразованы в местные (участковые) суды (Вестник законов для страны Австрия 350/1938)[11].

В дальнейшем на семь лет уменьшилась территориальная подсудность Земельного суда Леобена. Районный суд Аусзе (нем. "Ausseerland") с 15 октября 1938 года был отделен от Штирии и передан в управление гау Обердонау («Верхний Дунай») в территориальную подсудность Земельного суда Вельса.
Вторая Республика
Ещё до окончания Второй мировой войны § 1 (1) Конституционного закона от 1 мая 1945 года № 6 были отменены все законы, нормативные акты и все отдельные положения законодательства, принятые после 13 марта 1938 года, несовместимые с наличием свободного и независимого государства Австрии или несоответствующие принципам подлинной демократии и из чувства справедливости противоречат австрийскому народу, или содержащие типичные идеи нацизма. Законом от 3 июля 1945 года № 47 в состав Штирии был вновь возвращён районный суд Аусзе (нем. Bad Aussee) в территориальную подсудность Земельного суда Леобена (Государственный вестник 47/1945). Были и другие изменения. Самым значительным, пожалуй, с 1946 года, стал Федеральный закон от 22 марта 1985 года № 104 по трудовой и социальной юрисдикции, которым с 1 января 1987 года заменили прежние коммерческие суды, включая арбитраж по социальному обеспечению и бюро по примирению сторон, для решения споров по этим вопросам на обычные суды (Федеральный юридический вестник 104/1985)..
Как уже указывалось выше, терминология в отношении Земельного суда Леобена часто менялась. В начале 1849 был создан, среди прочих, «Земельный суд» Леобен (нем. "Landesgericht" Leoben). Постановлением от 19 января 1853 года (нем. Reichsgesetzblatt 10/1853) его ранг был понижен до уровня «районного суда» (нем. „Kreisgericht“), нацисты постановлением от 2 августа 1938 года № 350 превратили его в местный (участковый) (нем. „Landgericht“) суд с 13 августа 1938 года (Вестник законов для страны Австрия 350/1938).
Законом от 3 июля 1945 года № 47 (Государственный вестник 47/1945) он снова стал «районным судом» (нем. „Kreisgericht“) до тех пор, пока Федеральный закон от 11 февраля 1993 года № 91 не прояснил ситуацию, и он вновь обретает своё оригинальное обозначение «земельный суд» с 1 марта 1993 года (Федеральный вестник законов 91/1993). При всём при этом, на протяжении всего периода, суд выполнял свои функциональные обязанности и поставленные задачи, хоть и имел три разных названия за эти пять периодов.
⇑

## Доказательства и источники
- Австрийская информационная система Rechtsinformationssystem des Bundes (RIS) (нем.)
- Исторические законы и нормативные акты ALEX Historische Rechts- und Gesetzestexte Online (нем.)
- Географические справочники, 1903÷1908 GenWiki (нем.)
- Географические справочники GenWiki (нем.)
- Австрия GenWiki (нем.)
- Региональный научно-исследовательский портал GenWiki (нем.)

⇑

## Лицензия
- Лицензия: Namensnennung 3.0 Österreich (CC BY 3.0 AT) (нем.)